# Bataillon médical des Hospitaliers
Les Hospitaliers (ukrainien : Медичний батальйон «Госпітальєри») sont un bataillon médical de volontaires ukrainiens qui fournit les premiers soins et évacue les soldats ukrainiens blessés de la zone de guerre dans la guerre russo-ukrainienne en cours depuis 2014. Leur slogan est « Pour le bien de chaque vie ! ».
Pendant la guerre russo-ukrainienne, les Hospitaliers ont sauvé 2750 soldats ukrainiens,,,,.

## Historique
Le bataillon médical des Hospitaliers est fondé le 6 juillet 2014 par la volontaire médicale Iana Zinkevytch, alors âgée de 18 ans,. Dans une interview ultérieure, Yana décrit à quel point les batailles féroces pour les villages ukrainiens, Karlivka et Pisky, lui ont fait penser à la nécessité d'une unité médicale volontaire. L'unité porte le nom des Chevaliers Hospitaliers, un ordre militaire chrétien médiéval. Début 2016, il est pris sous les auspices du Corps des volontaires ukrainiens, une partie de l'Organisation du Secteur droit,,.
Lorsque Dmytro Iaroch forme l'armée des volontaires ukrainiens (UDA) en 2015, les « Hospitaliers » deviennent sa division structurelle,.
Iana Zinkevytch est le chef du service médical de l'armée des volontaires ukrainiens et le commandant permanent du bataillon médical des hospitaliers,,. En mars 2017, le bataillon compte 60 personnes (et 100 de plus en réserve).
En 2019, une entreprise municipale « Hospitaliers de Dnipro » est créée sur la base du bataillon médical des hospitaliers de l'armée des volontaires ukrainiens. Il reçoit un financement du budget de la ville de Dnipro.

## Activité
Le bataillon médical démilitarisé fournit une assistance à tous les volontaires, militaires et civils de la zone de guerre qui ont besoin de premiers soins, d'une intervention médicale d'urgence ou d'un traitement thérapeutique. Les équipes hospitalières évacuent, stabilisent et transportent les blessés de la zone de guerre vers le quartier général ou les hôpitaux de première ligne.

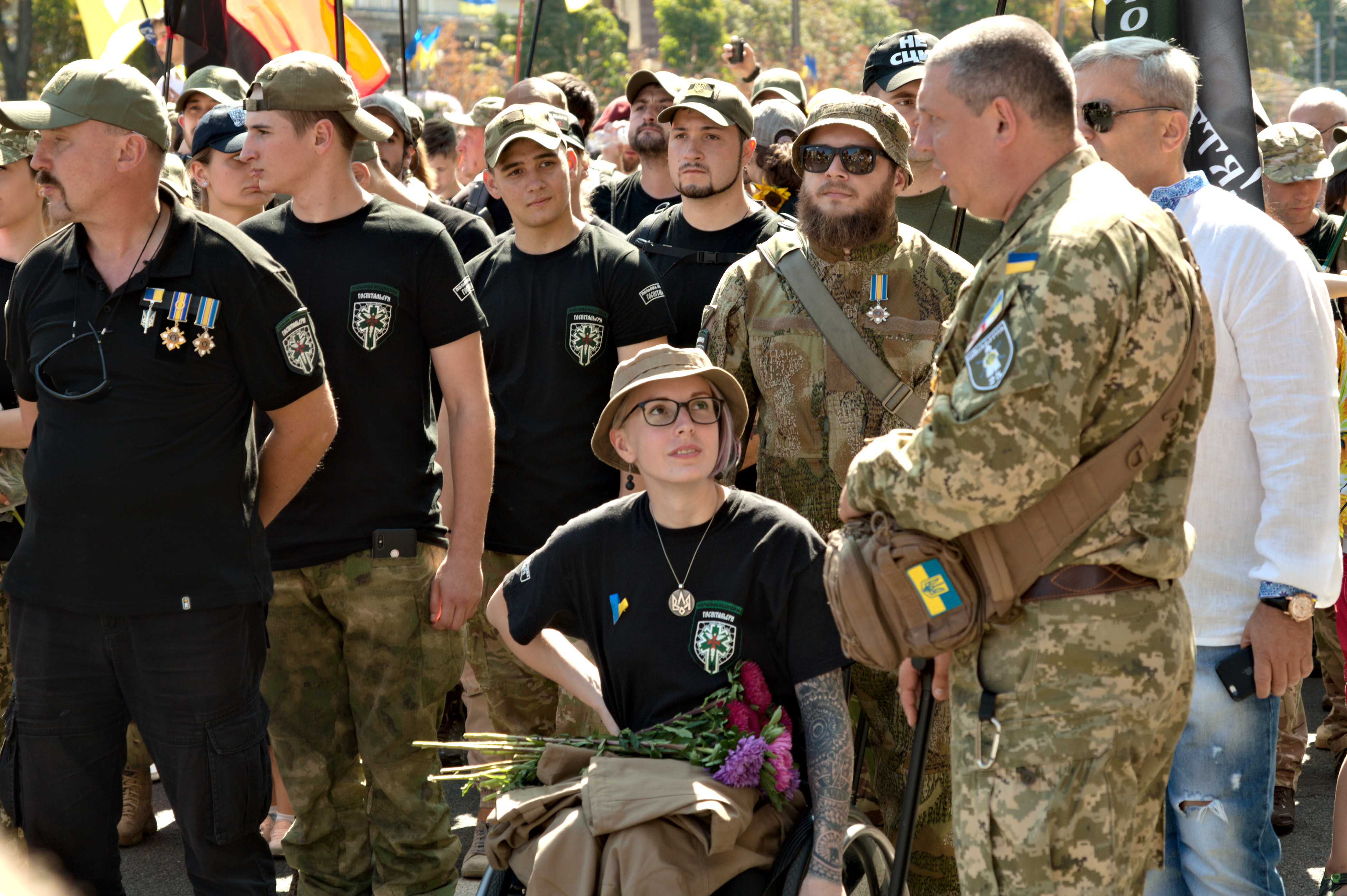
Médecins du bataillon médical avec Iana Zinkevytch lors de la marche des défenseurs de l'Ukraine, le 24 août 2019.

Les volontaires du bataillon médical apportent un soutien constant aux blessés de la ville de Dnipro à l'hôpital Mechnikov — un lieu où la majorité des blessés graves sont transportés. Les hospitaliers assurent également l'accompagnement post-hospitalier et la rééducation des blessés et de leurs familles.
Ils opèrent dans la zone de guerre pour fournir une assistance à l'armée ukrainienne, à la fois aux unités de volontaires et aux forces armées officielles. Des représentants des Hospitaliers sont positionnés sur le champ de bataille avec l'armée ukrainienne. Cela permet de fournir une assistance plus efficace et immédiate pendant une bataille et augmente les chances de réussite de l'évacuation et de la récupération des blessés. Il existe également des postes permanents dans les hôpitaux de première ligne, comme dans la ville d'Avdiïvka, où les Hospitaliers apportent un soutien aux médecins du 66e hôpital local.
Une autre mission importante des Hospitaliers est la formation médicale et tactique. Ils ont lieu une fois par mois pendant la période du début du printemps à la fin de l'automne sur une base à Pavlohrad. La formation est dispensée par des instructeurs médicaux expérimentés qui ont eux-mêmes été en première ligne. La formation est populaire auprès des militaires et des civils, car les connaissances et les compétences acquises lors de la formation sont également extrêmement efficaces lors d'urgences dans la vie civile. En novembre 2021, près de deux mille personnes ont suivi ces formations d'une semaine.
En 2015, l'un des ambulanciers du bataillon, Yevhen Titarenko, et Natalia Khazan ont sorti un film nommé War for Peace basé sur 120 heures de séquences documentaires tournées en première ligne. Les images ont été filmées par le réalisateur lui-même alors qu'il travaillait comme ambulancier dans le bataillon.
Les Hospitaliers poursuivent leur travail lors de l'invasion russe de l'Ukraine, acceptent de nouveaux volontaires, et collectent des fonds pour la réparation des véhicules, le carburant et les fournitures médicales.

## Honneurs et récompenses
Le bataillon gagne le respect parmi les soldats et le soutien moral du peuple ukrainien. Les activités de ses membres suscitent l'intérêt des artistes contemporains, poètes, écrivains, chanteurs et réalisateurs.
Membre permanente des Hospitaliers, Iana Zinkevytch, a reçu l'ordre d'État « Pour le Mérite du 3e degré », la décoration « Pour sauver des vies », et la décoration « Prouesses martiales », l'Ordre « Héros du peuple d'Ukraine », et 30 décorations des « Étoiles d'Ukraine ».

### Personnalités liées
- Iaryna Tchornohouz.